# Puffi la la la/A E I O U
Puffi la la la/A E I O U  è il decimo singolo della cantante italiana Cristina D'Avena, pubblicato nel 1984.

## I brani
Puffi la la la è una canzone scritta da Joseph Barbera, Hoyt Stoddard Curtin e William Hanna la cui versione italiana è stata adattata da Alessandra Valeri Manera e la musica arrangiata da Augusto Martelli. La canzone è stata utilizzata anche come sesta sigla della serie animata I Puffi.
Della canzone esistono due versioni
- La prima pubblicata solamente sul singolo e negli album La banda dei Puffi e Le canzoni del Puffi (quest'ultimo edito su MC nel 1993). Questa versione della canzone è quella andata in onda nella trasmissione televisiva
- La seconda che differisce per arrangiamento e interpretazione pubblicata a partire da Fivelandia 2 in poi (inclusa la ristampa su CD di Le canzoni dei Puffi sopra menzionato). Di questa versione della canzone, su Fivelandia 2, è stata pubblicata anche la versione strumentale[1].

La base musicale, originariamente composta per la versione americana The Smurfs (1981), fu utilizzata anche per quella francese Schtroumpfs La La (1983) e per quella olandese He, kom naar Smurfenland.
A E I O U è un brano musicale ispirato alla serie I Puffi, scritto da Pierre Kartner e riadattato del testo italiano da Paola Blandi.

## Tracce
- FM 13059

Lato A
Testi e musiche di Joseph Barbera, Hoyt Stoddard Curtin e William Hanna/Alessandra Valeri Manera; edizioni musicali Dream Factory Entertainment/I.M.P.S. SA.
1. Cristina D'Avena – Puffi la la la – 2:47

Lato B
Testi e musiche di Pierre A.L. Petrus Kartner/Paola Blandi; edizioni musicali Blue Team Music.
1. Cristina D'Avena – A E I O U – 2:48

## Produzione
- Alessandra Valeri Manera – Produzione artistica e discografica
- Direzione Creativa e Coordinamento Immagine Mediaset – Grafica

## Produzione musicale e formazione

### Puffi la la la
- Augusto Martelli – Produzione, arrangiamento, supervisione musicale, direzione orchestra
- Tonino Paolillo – Registrazione e mixaggio al Mondial Sound Studio, Milano
- Orchestra di Augusto Martelli – Esecuzione musicale
- I Piccoli Cantori di Milano – Cori
- Niny Comolli – Direzione cori
- Laura Marcora – Direzione cori

### A E I O U
- Victorio Pezzolla – Produzione e supervisione musicale
- Paola Blandi – Supervisione musicale
- Nicola Pirsa – Registrazione e mixaggio allo Studio Cinemusic, Milano

## Pubblicazioni all'interno di album, EP e raccolte
Puffi la la la e A E I O U sono state inserite all'interno di alcuni album della cantante
| Anno | Album o EP                                    | Titolo         | Versione                                                  |
| ---- | --------------------------------------------- | -------------- | --------------------------------------------------------- |
| 1982 | I Puffi                                       | A E I O U      | Versione originale                                        |
| 1983 | Le canzoni dei Puffi                          | A E I O U      | Versione originale                                        |
| 1984 | Fivelandia 2                                  | Puffi la la la | Seconda versione                                          |
| 1984 | Fivelandia 2                                  | Puffi la la la | Versione strumentale della seconda versione della canzone |
| 1984 | Fivelandia 2                                  | A E I O U      | Versione originale                                        |
| 1984 | La banda dei Puffi                            | Puffi la la la | Prima versione                                            |
| 1984 | La banda dei Puffi                            | A E I O U      | Versione originale                                        |
| 1987 | Fivelandia Collection                         | John e Solfami | Versione originale                                        |
| 1993 | Le canzoni dei Puffi                          | Puffi la la la | Prima versione                                            |
| 2005 | Cartoonlandia Girls                           | Puffi la la la | Seconda versione                                          |
| 2006 | Fivelandia 1 & 2                              | Puffi la la la | Seconda versione                                          |
| 2006 | Fivelandia 1 & 2                              | Puffi la la la | Versione strumentale della seconda versione della canzone |
| 2006 | Fivelandia 1 & 2                              | A E I O U      | Versione originale                                        |
| 2006 | Fivelandia 2                                  | Puffi la la la | Seconda versione                                          |
| 2006 | Fivelandia 2                                  | Puffi la la la | Versione strumentale della seconda versione della canzone |
| 2006 | Fivelandia 2                                  | A E I O U      | Versione originale                                        |
| 2006 | Le canzoni dei Puffi                          | Puffi la la la | Seconda versione                                          |
| 2009 | 50 volte Puffi - I nostri primi cinquant'anni | Puffi la la la | Seconda versione                                          |
| 2010 | Puffi che passione                            | Puffi la la la | Seconda versione                                          |